# Тепловий вузол
Тепловий вузол — комплекс пристроїв, призначених для приєднання систем теплоспоживання до теплової мережі з метою керування ними та забезпечення відповідного режиму теплоспоживання.
Зважаючи на актуальні нині проблеми енергоспоживання та енергозбереження, теплові вузли отримують дедалі більшу популярність і розповсюдження. Теплові вузли надають можливість отримувати в реальному часі достовірні дані про спожиті енергоресурси і фіксувати будь-які відхилення величин.